# Epperly Ridge
Epperly Ridge ist ein felsiger Bergkamm im westantarktischen Ellsworthland. Er erstreckt sich vom Mount Epperly in der Sentinel Range des Ellsworthgebirges über eine Länge von 6,5 km in nordöstlicher Richtung.
Das Advisory Committee on Antarctic Names benannte ihn 2006 in Anlehnung an die Benennung des gleichnamigen Berges nach Robert M. Epperly von den Reservestreitkräften der United States Navy, Pilot bei Luftaufklärungs- und Versorgungsflügen in der Antarktis zwischen 1957 und 1959.